# Мамедов, Агиль Гейдар оглы
Аги́ль Гейда́р оглы́ Маме́дов (азерб. Aqil Heydər oğlu Məmmədov; род. 1 мая 1989, Джульфа, Нахичеванская АССР) — азербайджанский футболист, вратарь клуба «Нефтчи» (Баку). Выступал за сборную Азербайджана.

## Биография
Агиль Мамедов родился 1 мая 1989 в селе Абрагунна, Джульфинского района Азербайджанской ССР. В футбол начал играть в возрасте 15 лет в детской футбольной школе клуба «Бакы» в Джульфе. Первыми тренерами были Гасан муаллим и Беюкага Гаджиев.

### Клубная карьера
С 2008 года защищает цвета основного состава команды азербайджанской премьер-лиги — «Баку». Ранее выступал в составе дочернего клуба «Бакы-2».
В январе 2009 года, вместе с другим игроком столичного клуба «Баку» Бахтияром Солтановым, проходил учебно-тренировочные сборы в бельгийском «Андерлехте».

### Сборная Азербайджана
В составе молодёжной сборной Азербайджана выступал в 2009 году.

## Достижения
- Чемпион Азербайджана: 2008/09